# Kepler-14
Kepler-14 là một hệ thống sao đôi trong chòm sao Thiên Nga, được tàu vũ trụ Kepler nhắm tới để nghiên cứu. Nó là sao chính của một hành tinh được biết đến: Kepler-14b giống như Sao Mộc. Hình ảnh cho thấy Kepler-14 là hệ sao đôi và không phải là sao duy nhất, quá trình xác nhận đã bị kéo dài. Các ngôi sao cách nhau ít nhất 280 AU và các ngôi sao hoàn thành một quỹ đạo xung quanh một khối tâm chung cứ sau 2800 năm. Cả hai ngôi sao đều lớn hơn Mặt Trời. Chúng có độ sáng tuyệt đối tương tự nhau; tuy nhiên, ngôi sao chính sáng hơn khi nhìn từ Trái Đất.

## Lịch sử quan sát

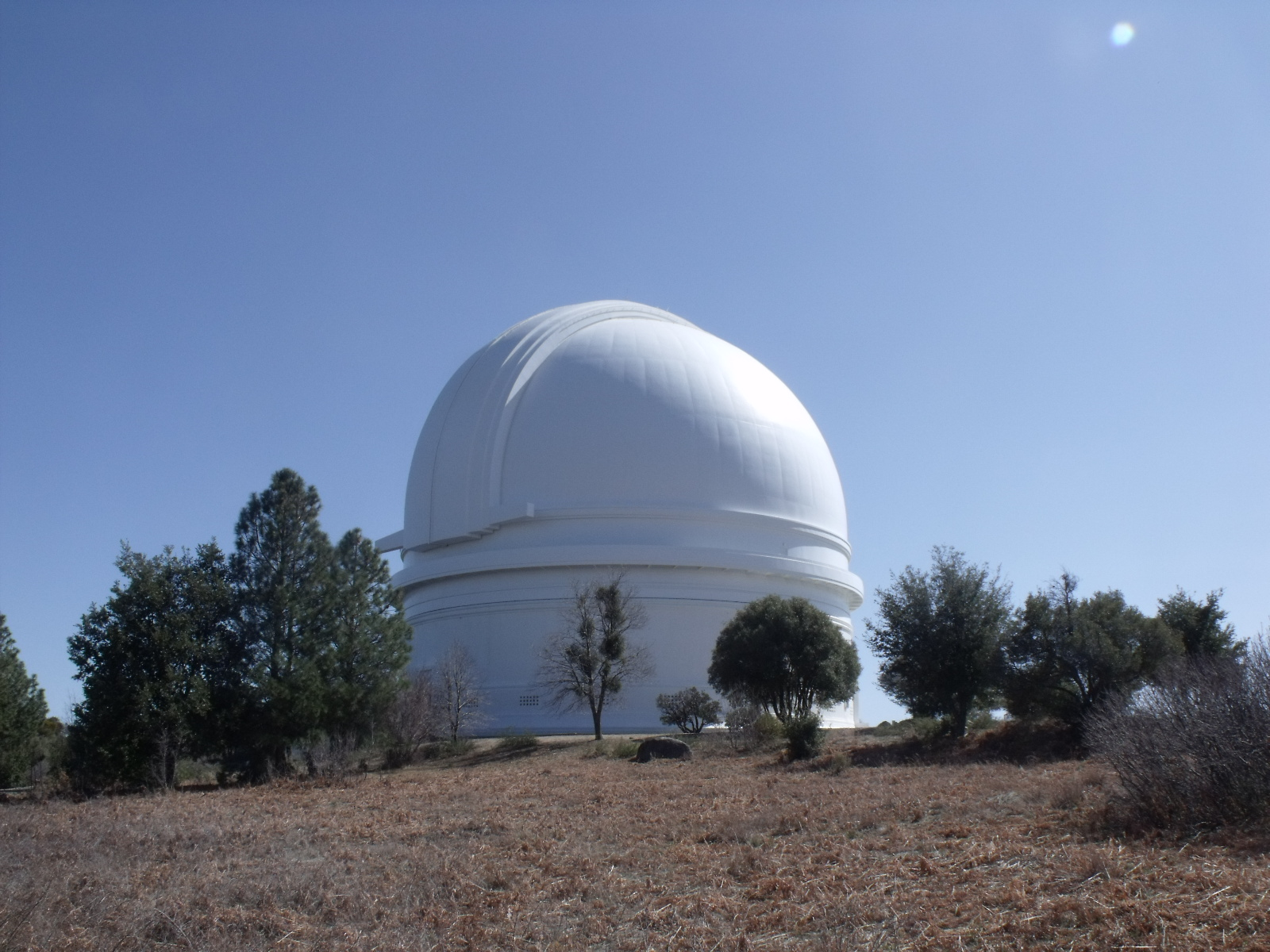
Đài quan sát Palomar xác nhận đã thấy Kepler-14 là một hệ sao đôi

Kepler-14 được xác định là sao chính có thể là một hành tinh trong bốn tháng đầu tiên của dữ liệu hoạt động của Kepler, bắt đầu khi NASA phóng vệ tinh vào tháng 4 năm 2009. Kepler-14 được chỉ định tạm thời với tên KOI-98. Bởi vì tín hiệu quá cảnh của Kepler-14 dường như ngụ ý rằng hành tinh có thể có quỹ đạo ngắn và ảnh hưởng rõ ràng đến độ sáng của Kepler-14, nhóm khoa học Kepler đã chuyển tiếp ứng viên đến Chương trình theo dõi Kepler (KFOP).
KFOP đã sử dụng Máy quang phổ Échelle được nuôi bằng sợi (FIES) trên Kính viễn vọng quang học Bắc Âu để đo vận tốc hướng tâm của Kepler-14 vào tháng 10 năm 2009. Các phép đo vận tốc hướng tâm khác được thu thập bằng Đài thiên văn WM Keck. Dữ liệu FIES và Keck, kết hợp với dữ liệu hình ảnh lốm đốm từ các phép đo quang học thích nghi và cận hồng ngoại WIYN tại Đài thiên văn Palomar và Đài thiên văn MMT, tiết lộ rằng Kepler-14 thực sự là một ngôi sao nhị phân gần, không thể nhận ra dữ liệu vận tốc xuyên tâm.. Do phát hiện mới này, cuộc điều tra sâu hơn về Kepler-14 đã bị hoãn lại cho đến sau khi xuất bản năm hành tinh Kepler mới đầu tiên (những hành tinh quay quanh Kepler-4, Kepler-5, Kepler-6, Kepler-7 và Kepler-8). Phân tích dữ liệu cho thấy, trong số hai ngôi sao thành phần trong hệ thống Kepler-14, cả hai ngôi sao đều có cường độ gần bằng nhau, mặc dù một trong những ngôi sao này mờ hơn. Ngôi sao sáng hơn được chỉ định là thành phần"A"và ngôi sao mờ hơn nhận được chỉ định tên là"B". Tín hiệu quá cảnh được quan sát trên quỹ đạo xung quanh thành phần A của hệ thống, nghĩa là ứng cử viên hành tinh sẽ ở trên quỹ đạo của ngôi sao chính của Kepler-14. Điều này đã được xác nhận vào ngày 7 tháng 8 năm 2010, khi Camera Hồng ngoại trên Kính viễn vọng Không gian Spitzer quan sát Kepler-14 để thu thập dữ liệu trắc quang.  Phân tích cả dữ liệu trắc quang Spitzer và dữ liệu vận tốc hướng tâm đã xác nhận ý tưởng hành tinh là nguồn gốc của tín hiệu chuyển tuyến.  Hành tinh được chỉ định là Kepler-14b, và điều này đã được công bố cùng với dữ liệu và nghiên cứu về Kepler-14 trong một bài báo tháng 6 năm 2011.
| Thiên thể đồng hành (thứ tự từ ngôi sao ra) | Khối lượng | Bán trục lớn (AU) | Chu kỳ quỹ đạo (ngày) | Độ lệch tâm | Độ nghiêng | Bán kính |
| ------------------------------------------- | ---------- | ----------------- | --------------------- | ----------- | ---------- | -------- |
| b                                           | 8.4 MJ     | —                 | 6.790123              | 0.035       | ~90°       | 1.14 RJ  |